# Desa Mangkujajar
Desa Mangkujajar är en administrativ by i Indonesien.   Den ligger i provinsen Jawa Timur, i den västra delen av landet, 600 km öster om huvudstaden Jakarta. Desa Mangkujajar ligger vid sjön Waduk Rancang.